# Гавайские древесницы
Гавайские древесницы (лат. Loxops) — род воробьиных птиц подсемейства Гавайские цветочницы.

## Описание
Средний размер 11 см. Клювы коничнеские, бледно-голубые с тёмными кончиками. Хвосты будто обрублены.

## Виды
В роде 5 видов:
- Loxops mana (Wilson, SB, 1891)
- Loxops caeruleirostris (Wilson, SB, 1890)
- Loxops coccineus (Gmelin, JF, 1789) — Гавайская древесница-акепа (возможно, вымерла)
- † Loxops wolstenholmei Rothschild, 1893
- Loxops ochraceus Rothschild, 1893 (возможно, вымерла)

Некоторые виды рода вымерли или предположительно вымерли. Остальные находятся под угрозой.